# Jon Ryan
Pour les articles homonymes, voir Ryan.
(en) Statistiques sur pro-football-reference
Jon Ryan (né le 26 novembre 1981 à Regina dans la province de Saskatchewan au Canada) est un joueur canadien de football américain et de football canadien évoluant au poste de punter.
Il joue actuellement pour les Tiger-Cats de Hamilton dans la Ligue canadienne de football (LCF).

## Biographie
Natif de Regina dans la province de Saskatchewan, il joue au football canadien aux postes de punter, kicker et running back à  l'école secondaire Sheldon-Williams Collegiate. Il rejoint ensuite les Rams de l'université de Regina où il joue aux postes de punter et de wide receiver de 2000 à 2003. À l'issue de sa dernière saison, ses coéquipiers l'élisent joueur le plus utile (MVP) du club.
Il est sélectionné en 24e choix global lors du troisième tour de la draft (repêchage) 2004 de la Ligue canadienne de football (LCF) par les Blue Bombers de Winnipeg. Lors de sa première saison, en 2004, il obtient une moyenne de 43,2 yards par punt (botté de dégagement). La saison suivante, il mène la LCF pour la moyenne de yards par punt (50,6 yards), établissant un nouveau record dans la ligue. Les statistiques de Ryan attirent l'attention dans la NFL ce qui lui vaut de signer un contrat avec les Packers de Green Bay.
Il est libéré le 1er septembre 2008 par les Packers au profit de Derrick Frost (en) mais est engagé une semaine plus tard par les Seahawks de Seattle.
Après deux saisons chez les Seahawks, il prolonge son contrat pour six saisons supplémentaires. Il remporte le Super Bowl XLVIII après avoir vaincu les Broncos de Denver sur le score de 43 à 8. En 2016, il signe une nouvelle prolongation de contrat avec Seattle pour quatre saisons supplémentaires. Le 20 août 2018, il est libéré après dix saisons passées chez les Seahawks au profit du rookie Michael Dickson. Il reste inactif une saison. Il revient dans la Ligue canadienne et signe en mai 2019 avec les Roughriders de la Saskatchewan, club de sa ville natale. En mars 2022, il est libéré et remplacé par l'international norvégien Kaare Vedvik (en). Le 10 juillet 2022, il s'engage avec les Tiger-Cats de Hamilton.

## Vie personnelle
Sa sœur, Jill, est mariée à Andrew Scheer, politicien et ancien chef du Parti conservateur du Canada.